# Higino

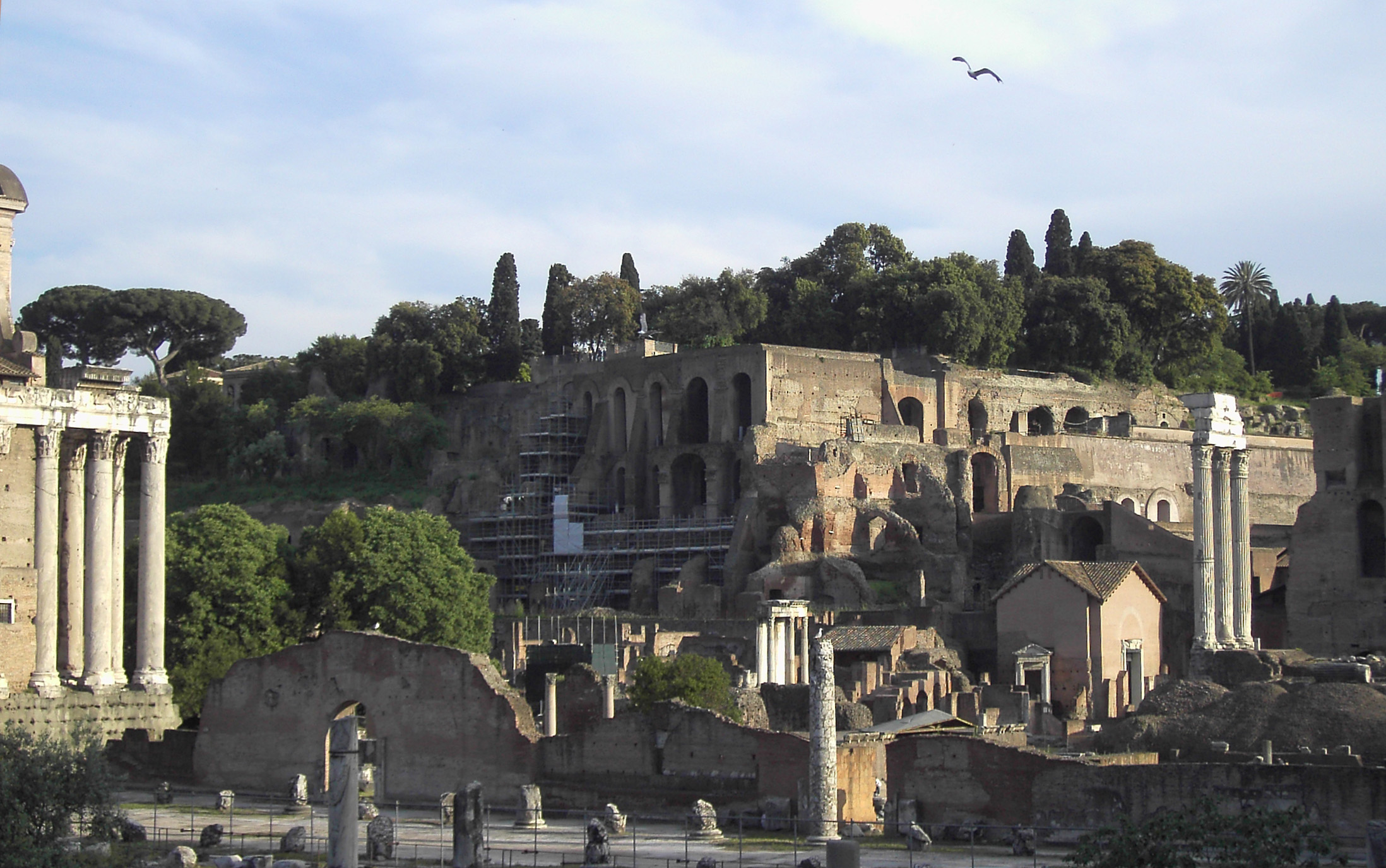
Ruínas no monte Palatino, em Roma.

Caio Júlio Higino (em latim: Gaius Iulius Hyginus; Valência dos Edetanos, Hispânia, ca. 64 a.C. — Roma, 17) foi um escritor da Roma Antiga, discípulo de Alexandre, o Polímata e amigo de Sêneca. Segundo algumas fontes, seria natural da Península Ibérica, talvez de Valência dos Edetanos (Valentia Edetanorum).
Denominado em muitas fontes "o liberto de Augusto", por seu humilde passado como escravo, conseguiu, com seu talento e saber, alcançar altos postos, conquistando o respeito da intelectualidade de sua época. Chegou a ser o encarregado da biblioteca do Templo de Apolo, no monte Palatino, onde ensinou filosofia. Esse respeito por sua obra durou até o século XVI.

## Obra
Higino se ocupou de todas as áreas do saber de então: história, ciência, filosofia, religião e astronomia. Destacam-se entre as obras históricas um livro sobre a vida de homens ilustres, outro sobre as cidades da Itália e um terceiro sobre as famílias troianas. Como obra científica, um livro sobre agricultura, que também estudava os insetos, animais e aves relacionados.
São atribuídos a Higino ainda um livro de fábulas (Fábulas), que contém relatos sobre mitologia e outro sobre astronomia. Uma parte dos estudiosos atribui essas obras a outro autor, do tempo dos antoninos, embora possam ser transcrições do Higino original, nunca se saberá ao certo.
As fábulas são um manual de mitologia, composta de três classes de textos:
- Árvores genealógicas de deuses e heróis;
- Relatos individuais;
- Os chamados índices, recompilações em forma de listas.

Esses escritos, principalmente seu livro sobre astronomia (ou Astrologia, não existia uma diferença entre as artes então) representavam, na Idade Média, uma fonte primária para as lendas das constelações, pelo que foram copiadas e muito estudadas. Desde o século IX aparecem cópias com complicadas ilustrações de grande valor artístico.

### Principais obras
- De familiis Troianis
- De origine urbium Italicarum
- Exempla
- De vita rebusque illustrium virorum
- De agricoltura
- De apibus citato da Columella
- Fabulae
- Astronómica poética